# 激しさと、この胸の中で絡み付いた灼熱の闇
「激しさと、この胸の中で絡み付いた灼熱の闇」（はげしさと、このむねのなかでからみついたしゃくねつのやみ）は、日本のバンドDIR EN GREYのメジャー23枚目のシングル。

## 概要
- 2009年9月15日、TOUR09 ALL VISIBLE THINGSの最終公演である新木場STUDIO COASTにおいて、12月2日にリリースすることが告知された。
- 初回盤は特製紙ジャケット仕様。特典はステッカー。
- ミキシングをイェンス・ボグレン、マスタリングをテッド・ジェンセンが行っている。
- オリコン週間ランキング初登場2位を獲得。バンド史上最高位を更新した。
- PVの内容が「京の左目が抉られ、左腕が吹き飛ぶ」「メンバーの身体が抉られる」などといった過度に衝撃的なものであり、そのため全ての音楽番組（衛星放送も含む）でフルサイズの放送が見送られているが、2010年1月10日の武道館ライブ「UROBOROS -with the proof in the name of living...-」の公演終了後にフルサイズのものが上映された。同年3月17日よりiTunes Storeで同曲のほぼフルサイズ(一部分がカットとなっている)の配信が開始となり、2015年4月に発売されたPV集『Average Sorrow』にて完全なフルサイズのPVが収録された(内容はグロテスクながら規制はされず収録されている)。
- 2曲共にライブでの初披露は、2009年末に東名阪で行われたFC・携帯オンライン会員限定ライブ「DORJE」である。

## 収録曲
1. 激しさと、この胸の中で絡み付いた灼熱の闇
（作詞:京　作曲・編曲:DIR EN GREY)
全編ほぼグロウルであるが、歌いだしはいきなりメロディアスなサビという展開になっており、曲調としてはキャッチーである。
1月10日の武道館ライブ「UROBOROS -with the proof in the name of living...-」の最後にフルPVが公開され、2015年4月にPV集『Average Sorrow』に収録された。
2. 残
（作詞:京　作曲:薫　編曲:DIR EN GREY)
メジャーデビューシングル『残-ZAN-』を2009年当時の彼らのモードで再構築したもの。
弦楽器隊のチューニングは表題曲に準じて下がっており尚且つ変則的になっている。原曲とは歌詞が異なるが、一部英語にして再利用している箇所もある。歌メロは3度目のサビの後に登場する再利用箇所の歌詞のみで、Aメロからサビまでほぼグロウルのみが占めている。
京は「本当は『HYDRA』が『HYDRA-666-』になったくらいに構成自体変えたかった」と語っている。
2011年7月22日に発売されたCD付きブックレット「AMON」にバージョン違いの「残 -Wizardry Ver-」が収録されている。
PVも再録が行われ、『DUM SPIRO SPERO』の完全生産限定盤に付属するDVDにて見ることができる。
2024年に再々アレンジが施されたため、こちらのバージョンが披露されたのは2017年の「ANDROGYNOS」2日目のライブが最後となっている。
3. 蝕紅 (Shot In One Take)
（作詞:京　作曲・編曲:DIR EN GREY)
スタジオ一発録り音源である（初回版付属DVDに演奏シーンが収録されている）。

【DVD】（初回生産限定盤のみ）
1. 蝕紅 (Shot In One Take)
2. 激しさと、この胸の中で絡み付いた灼熱の闇 (Scenes From Recording)
3. 激しさと、この胸の中で絡み付いた灼熱の闇 (In-Studio Footage)